# Мормони
Мормони су верска и културна група повезана са мормонизмом, верским покретом који је настао након визије Џозефа Смита у држави Њујорк 1820. После Смитове смрти 1844, мормони су следили Бригама Јанга на путовање у област која ће касније постати територија Јута. Велика већина мормона су данас чланови Цркве Исуса Христа светаца последњих дана, а мањи део су чланови независних цркава. Многи мормони су такође или независни или не практикују религију. Центар мормонског културног утицаја је у Јути, а у Северној Америци има више мормона од било ког другог континента, иако већина мормона живи ван САД.
Мормони су развили јак осећај заједништва који произилази из њихове доктрине и историје. Током друге половине 19. века многи мормони су практиковали „вишечлани брак“, облик верске полигамије. Мормони посвећују много времена и средстава да служе својој цркви, а млади мормони често служе пуно радно време у прозелитским мисијама. Мормони имају здравствени код који саветује избегавање алкохолних пића, дувана, кафе, чаја и других супстанци које изазивају зависност. Они такође теже да буду врло привржени својим породицама, и одржавају јаке везе међу генерацијама и широм породицом. Мормони имају строг закон чедности, захтевајући уздржавање од сексуалних односа ван брака и строгу верност у браку.
Мормони се изјашњавају као хришћани, иако се нека од њихових уверења разликују од традиционалног хришћанства. Мормони верују у Библију, као и друге свете текстове, као што је Мормонова књига. Они имају јединствен поглед на космологију, и верују да су сви људи духови-деца Божја. Мормони верују да враћање Богу захтева слеђење примера Исуса Христа, и прихватају његове очишћење кроз посебне обреде, као што је крштење. Они верују да је овлашћење за обављање тих обреда обновио Џозеф Смит, и да њихову цркву воде живи пророци и апостоли. Срж мормонске вере је веровање да Бог говори својој деци и одговоре на њихове молитве.

## Историја
Мормонску цркву је основао Џозеф Смит, који је како сам наводи, још од своје младости био често посећиван од стране анђела Моронија који су му саопштавали да поред Јеванђеља постоји и известан „додатак“ писан на златним плочама. По његовом тврђењу он је пронашао те записе и они су, у виду новог откровења изашли из штампе 1830. године. 
Убрзо после објављивања своје “библије”, Џозеф Смит проглашава себе “модерним” пророком, равним пророцима Старог завета и почиње да окупља следбенике, до времена свог убиства (“мучеништва”, у мормонској историји) које је починила разјарена гомила 1844. У то време имао је бар десет хиљада следбеника.
То је веома компромитовало њихову репутацију; онда је већина чланова одабрала да следи Бригама Јанга, Смитовог наследника, као “пророка, видовњака и визионара”. После напорних путовања мормони су се населили на територији Јуте, а Солт Лејк Сити им је постао главни град (религиозни центар). Данас око половине становништва Солт Лејк Ситија су мормони. Када посетиоци дођу на трг градског храма - „Ватикан мормонизма“ – могу видети филмове и слушати предавања о теологији и историји мормона, која се базирају на Књизи Мормона и новијим “пророцима”.

## Веровања и Мормонова књига
Мормони сматрају себе једином легитимном хришћанском црквом, крштавајући чак и мртве (нпр. Александра Македонског, Наполеона и друге), настојећи да своја религијска убеђења што јаче вежу за званичну историју. Такође одступају од неких традиционалних догми, па тако не славе Бога као Тројство Оца, Сина и Светога Духа, већ као три бога која имају одвојену и савршено људску природу.
Читајући Мормонову књигу можете помислити да читате Библију у тзв. “верзији краља Џејмса” (заиста, постоје читави одломци из “верзије краља Џејмса”); књига је наводно написана у раздобљу од 600 година п. н. е. до 421. По тврдњама Мормона писали су је разни “пророци - историчари”.
По тврдњама неких историчара, Мормонову књигу не поткрепљује ниједан археолошки доказ и не одговара ономе што се зна о преколумбијским цивилизацијама. Припаднике мормона не забрињава ова чињеница. Верују да је “само ствар времена” када ће се такав доказ открити.
Основни циљ свих верних мормона био је јасно изречен када је Бригам Јанг написао: 
"Богови постоје, и зато нам је најбоље да тежимо да будемо спремни да постанемо један од њих“. (Journal of Discourse )
Или опет, по речима бившег председника мормонске цркве, Лоренца Сноуа: 
"Оно што је човек, Бог је једном био; оно што је Бог, човек може постати“.
Из ових реченица се може закључити да је мормонизам политеистичан, и одржавају мормонско веровање у вечну прогресију и преегзистенцију, а ништа од тога не налази места у хришћанској теологији. Према овим доктринама, “Елохим” је врховни Бог овог света, али такође постоје богови других светова.
Мормони придају велики значај браку. Мормони сматрају „Да је дужност добрих мормона да рађају децу, тако да обезбеђују тела за постојеће духове, јер је овај кратак боравак на земљи неопходна фаза у кретању ка божанству“.
Мормонима се не може замерити да су порочни људи, чак напротив. По Зорану Д. Луковићу, они су веома дисциплинована и веома добро организована црква и њихови су чланови по правилу вредни, поштени и етички исправни породични људи, који се тако односе и према својој околини.